# Jet Set Radio
Pour les articles homonymes, voir Jet set (homonymie), JSR et JGR.
Jet Set Radio ou JSR (ジェット セット ラジオ, Jetto Setto Rajio), aussi connu sous le nom de Jet Grind Radio ou JGR aux États-Unis d'Amérique, est un jeu vidéo d'action développé par Smilebit et édité par Sega, sorti en 2000 sur Dreamcast. Le jeu met en scène une bande de jeunes, les GG, qui parcourt Tokyo-to en roller — version alternative de Tokyo dont les environnements sont basés, entre autres, sur les quartiers commerçants de Shibuya et Shinjuku — et en dispute les rues face à ses rivaux à l'aide de graffiti.
La conception du jeu a été menée par Masayoshi Kikuchi, avec Ryuta Ueda à la direction artistique. Le jeu s'inspire de la pop culture japonaise de la fin des années 1990, comme le jeu de rythme PaRappa the Rapper, et des thématiques antisystème du film Fight Club. Le jeu propose un univers musical mêlant électro, hip-hop et rock ainsi que des graphismes en cel shading, réponse de l'équipe de développement qui souhaitait s'éloigner du style anime ou manga des autres jeux de Sega.
Jet Set Radio a été salué pour ses graphismes, sa bande son et son gameplay. Il a remporté plusieurs prix et a été nommé pour de nombreux autres. Une adaptation pour Game Boy Advance développée par Vicarious Visions est sortie en 2003, la même année qu'une version pour téléphone portable japonais. Un remaster du jeu en haute définition paraît en 2012 sur PlayStation 3, Xbox 360 et iOS, puis sur PC, PlayStation Vita et Android. Le jeu a eu une suite, Jet Set Radio Future, sorti en 2002, sur Xbox.

## Trame

### Univers

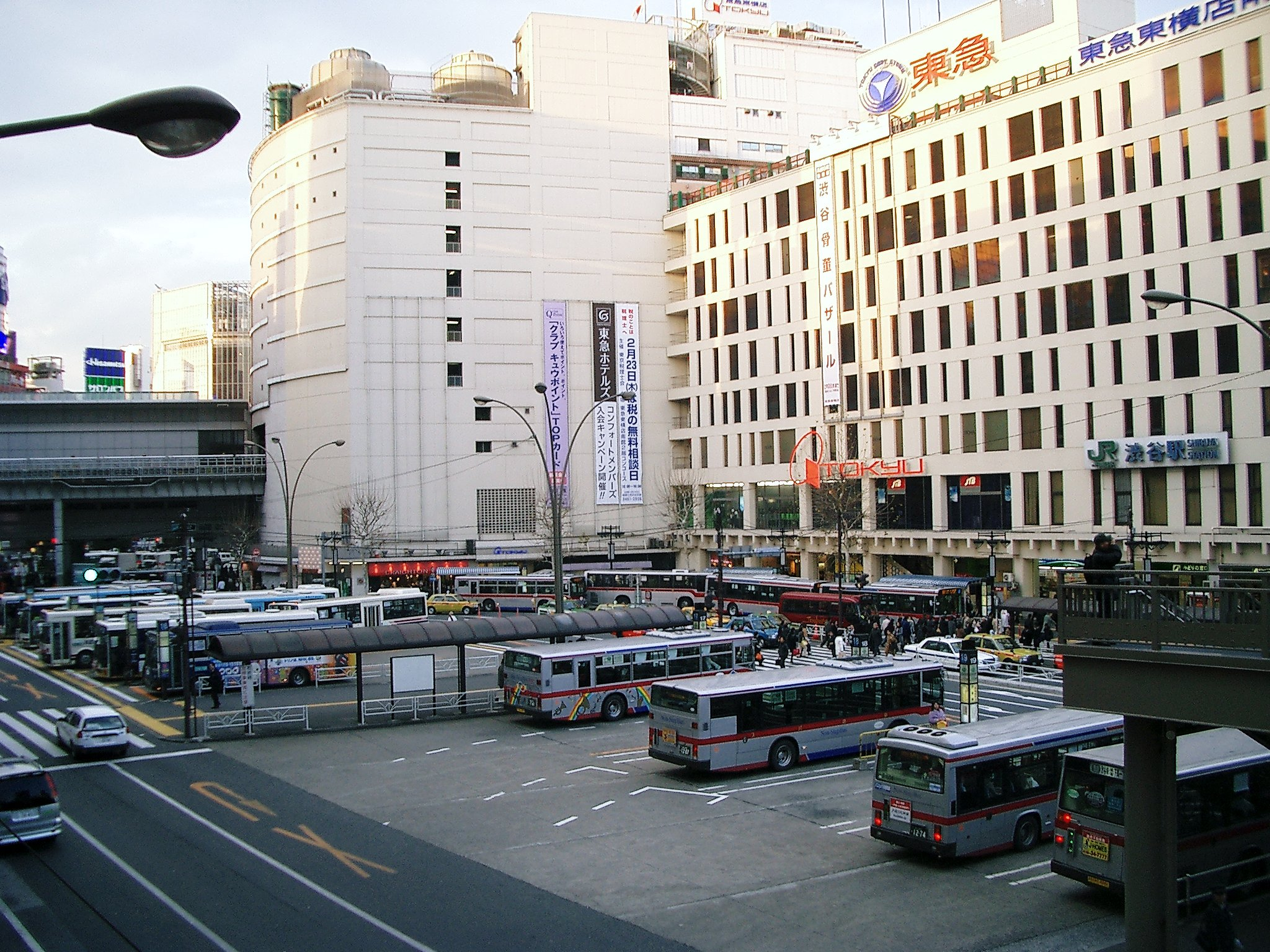
Les environnements du jeu sont basés sur la ville de Tokyo, ici le terminal de bus de la gare de Shibuya.

Les évènements de Jet Set Radio se déroulent dans la mégalopole de Tokyo-to, une version de Tokyo ancrée dans les années 90, divisée en trois zones. Shibuya-chō est un quartier commerçant situé au sud de la ville, basé sur l'arrondissement de Shibuya. On y trouve une gare routière, des avenues et des rues commerçantes organisées autour d'un carrefour rappelant le Shibuya Crossing. À l'est se situe Kogane-chō, une zone portuaire et industrielle inspirée de l'île artificielle de Tsuki-shima. Les niveaux s'y déroulent au crépuscule, et les personnages peuvent y parcourir des quartiers résidentiels denses, une friche industrielle et les égouts de la ville. À l'ouest, le district vivant de Benten-chō est basé sur Kabukichō, quartier chaud de Shinjuku. Éclairés aux néons, ces quartiers d'affaires sont reliés aux quartiers chinois par des chemins de fer et une ligne de métro.
Les versions internationales du jeu[pas clair] permettent également de visiter Grind City, une ville inspirée des États-Unis d'Amérique, et plus particulièrement de New York. Bantam Street représente les quartiers résidentiels de la ville tels que Harlem ou Brooklyn. Une ligne ferroviaire aérienne traverse le niveau, au dessus de la rue principale où se trouve une station-service, et des allées mènent à un skate-park et aux toits des bâtiments. Grind Square est lui inspiré de Times Square, au cœur de Manhattan. Il s'agit d'un niveau tout en verticalité, où les personnages gravissent les immeubles et les panneaux publicitaires géants en grindant,.

### Scénario
Le jeu suit la bande des GG dans une guerre de territoire livrée à coup de graffiti face à trois gangs rivaux : les Noise Tanks à Benten-cho, les Poison Jam dans Kogane-cho et les Love Shockers sur leur propre terrain, à Shibuya-Cho. Le DJ Professor K, animateur de la radio pirate éponyme, met en onde cette confrontation et relate les agissements des différents gangs et des forces de l'ordre. En effet, Tokyo-to est sous le joug du 21st Century Project mené par le gouvernement et le conglomérat financier Rokkaku, qui cherchent à augmenter la productivité des habitants de la ville en limitant leur liberté d'expression. 
Une fois les Poison Jam, Noise Tanks et Love Shockers vaincus, ils disparaissent mystérieusement en laissant derrière eux un morceau d'un étrange disque vinyle. Le Professor K explique à la radio qu'il s'agirait du Devil's Contract, un disque qui aurait le pouvoir d'invoquer un démon.
Les GG rencontrent ensuite deux jeunes originaires de Grind City, Combo et Cube, qui leur expliquent que leur camarade Coin a disparu deux mois auparavant, lorsque leur quartier a été pris d'assaut par les Golden Rhinos, une branche armée du groupe Rokkaku. Peu de temps après, les Golden Rhinos arrivent à Tokyo-to et commencent à s'en prendre aux GG et à leurs tags. Ils parviennent à leur voler le Devil's Contract, convoité par le PDG de Rokkaku, Goji Rokkaku, afin de prendre le contrôle de la ville et du monde entier.  
Les GG confrontent et battent Rokkaku sur le toit de son quartier général à coup de graffitis. Le Professor K révèle que le Devil's Contract n'était en fait qu'un disque tout à fait normal et que Goji Rokkaku a probablement été poussé à la folie par son désir de richesse et de pouvoir.

### Personnages
Les protagonistes de Jet Set Radio sont des « Rudies » : des jeunes qui se déplacent en roller en ligne magnétiques alimentés au natron, et se disputent les rues de Tokyo-to grâce aux graffiti. Les personnages principaux forment le gang des GG, installé dans un garage de Shibuya-chō. Fondé par Beat, Gum et Tab, il s'agrandit au fil de l'histoire. Trois autres gangs occupent également la ville. Les Poison Jam traînent à Kogane-chō déguisés en monstres, les Noise Tanks, passionnés de technologie, contrôlent le quartier de Benten-chō et les Love Shockers viennent défier les GG sur leur territoire de Shibuya-chō. Tous ces Rudies sont branchés sur la Jet Set Radio, radio pirate animée par l'eccentrique et énigmatique Professor K, qui fait office de narrateur.
L'antagoniste principal du jeu est Goji Rokkaku, à la tête du conglomérat financier Rokkaku. Les forces de police sont sous ses ordres, menées par le capitaine Onishima, ayant à sa disposition des chiens policiers, des brigades anti-émeute armées de bombes lacrymogènes et des équipements tels que des chars d'assaut et des hélicoptères de combat. Il dispose également des services des Golden Rhinos, une bande de tueurs à gage lourdement armés qui apparaissent dans la seconde moitié du jeu.

## Système de jeu

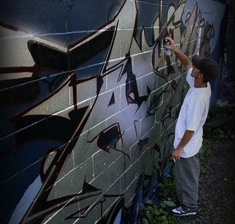
Les Rudies, protagonistes de Jet Set Radio, s'affrontent et marquent leur territoire en taguant les murs, véhicules et autres panneaux publicitaires.

Dans Jet Set Radio, le joueur contrôle un personnage qui, rollers aux pieds, marque le territoire de son gang à l'aide de graffitis. Le jeu alterne entre trois types de niveaux : Rue, Défi et Épreuves. Les niveaux Rue se déclinent en deux catégories. La première consiste à repeindre les points de graffiti déjà tagués par les gangs ennemis dans une zone donnée, le tout en un temps limité et en échappant à la police. La deuxième catégorie fait office de boss, et consiste à pourchasser les membres des gangs rivaux pour les recouvrir de tags. Les points de graffiti sont indiqués par des flèches et peuvent être tagués grâce à des bombes de peinture. En fonction de leur taille, le joueur peut les taguer soit d'une simple pression de bouton, soit en reproduisant les commandes affichées à l'écran grâce au stick analogique. Si le joueur n'a plus de bombes de peinture, il peut en récupérer, dispersées dans les niveaux : les bombes jaunes valent pour une, et les bombes bleues en valent cinq. Des ennemis rôdent dans les niveaux, et cherchent à attaquer le joueur pour diminuer sa jauge d'énergie. Cette jauge peut être remplie en ramassant des bombes de peinture rouges, marquées d'une croix verte. Le personnage est capable de faire des figures et de grinder sur des rembardes pour atteindre des zones difficiles d'accès, et augmenter son score. 
Les niveaux Défi permettent de débloquer de nouveaux personnages jouables, soit en reproduisant leurs mouvements dans les défis Technique, soit en taguant un point de graffiti avant eux dans les défis Course. Les niveaux Épreuves d'une zone donnée sont accessibles après avoir fini les niveaux Rue et Défi de cette zone. Il existe trois types d'épreuves : Jet Graffiti, Jet Technique et Jet Crash. En Jet Graffiti, le but est de recouvrir tous les points de graffiti du niveau dans le temps imparti. Le Jet Technique demande d'atteindre le plus grand score en un temps donné. L'objectif du Jet Crash est d'atteindre un point de graffiti avant ses adversaires pour le taguer en premier.
Il est possible de personnaliser ses graffiti en choisissant parmi des modèles prédéfinis, débloqués en ramassant les Graffiti Soul cachés dans les niveaux du jeu, ou en créant ses propres graffiti à l'aide de l'éditeur dédié. Le site officiel du jeu — accessible depuis le service DreamKey de la console, grâce à un VMU — possédait une section dédiée aux graffiti personnalisés, où il était possible d'y uploader et d'y télécharger des graffiti,.

## Développement

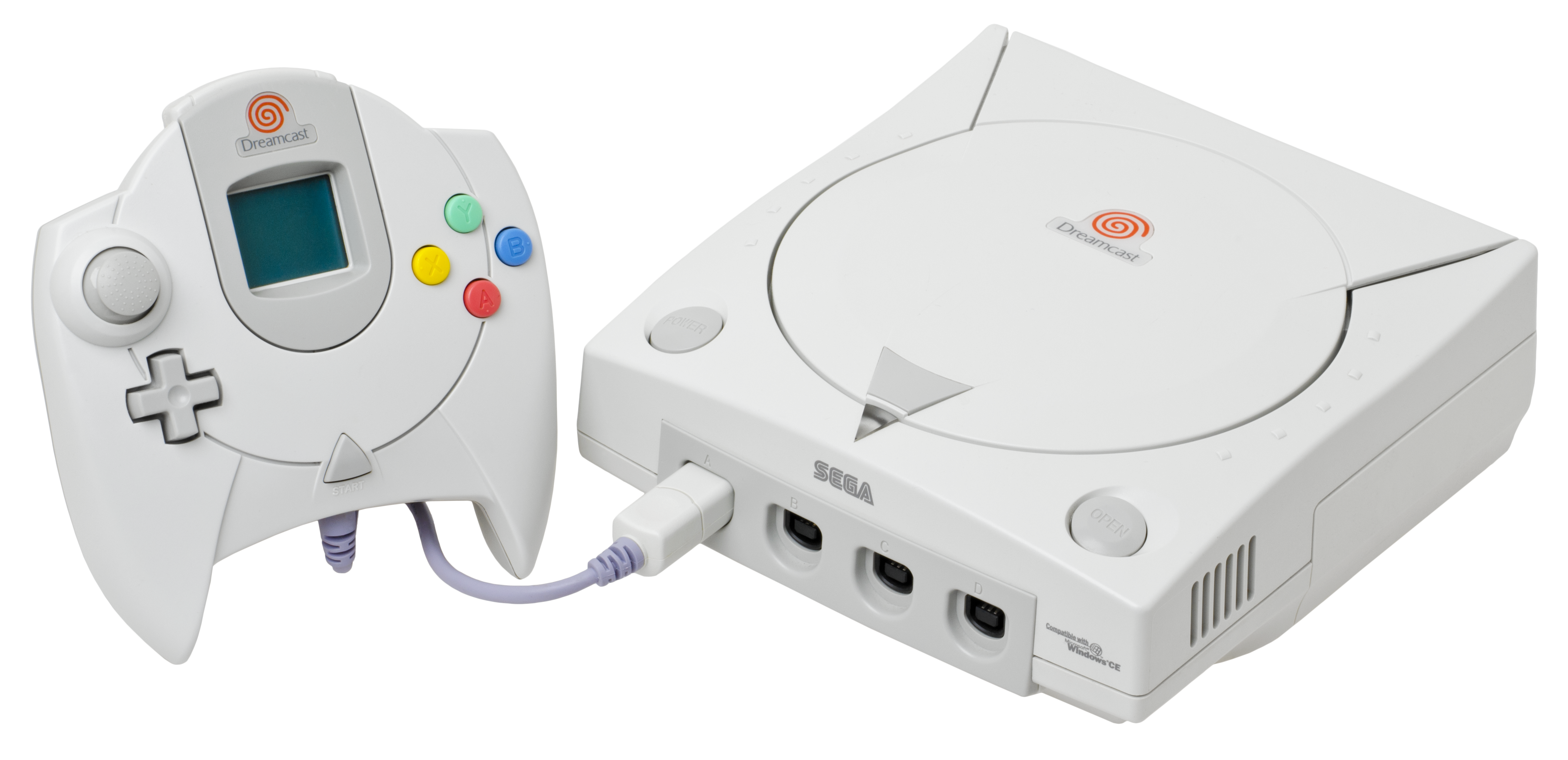
Jet Set Radio a été spécifiquement développé avec les caractéristiques de la Dreamcast en tête.

Jet Set Radio a été développé par Smilebit, une filiale de Sega composée d'ex-membres de la Team Andromeda, créateurs de la série Panzer Dragoon sur Sega Saturn. Le développement du jeu a démarré dans le courant de l'année 1999, assuré par une équipe de moins de 25 développeurs, d'âge moyen inférieur à 25 ans. Il a été présenté au public pour la première fois au Tokyo Game Show de 1999, attirant l'attention des médias de par son utilisation du cel-shading,. Dans le documentaire Jet Set Radio: The Rude Awakening — inclus dans les rééditions HD du jeu — le producteur Masayoshi Kikuchi explique qu'il a éprouvé des difficultés à diriger l'équipe au cours des premières phases de développement, n'ayant aucune expérience préalable en la matière. Il explique également que le style visuel du jeu a été défini avant son gameplay : d'après lui, Jet Set Radio aurait très bien pu devenir un jeu d'aventure ou un jeu de rôle. Il lui aura fallu plusieurs itérations pour parvenir à un concept pouvant séduire ses supérieurs ainsi que le plus grand nombre de joueurs.  
Ryuta Ueda avait dans l'idée de créer un jeu « cool » et ancré dans la culture populaire, qui trancherait totalement avec le projet précédent de l'équipe : Panzer Dragoon Saga, jeu de rôle fantastique sorti en 1998. Ce sont ses dessins de personnages d'inspiration punk, portant des rollers et un casque audio qui serviront de base au jeu. Ueda avait choisi d'intégrer Sega après avoir été marqué par l'originalité et la « fraîcheur » du design de Sonic, mais a finalement été déçu par le grand nombre de designs d'inspiration manga et anime qu'il y a trouvé. Il espérait pouvoir y créer quelque chose d'unique. Smilebit est allé puiser son inspiration hors des genres de la science-fiction et de la fantasy, fortement représentés dans le monde du jeu vidéo à l'époque. Ueda a été particulièrement marqué par une démonstration du jeu de rythme PaRappa the Rapper, au Tokyo Game Show de 1996, expliquant : « Je pense que c'est le premier jeu qui intègre la culture pop de cette façon. Ils l'ont fait en premier. Après cela, j'ai décidé d'en faire un véritable jeu, et non pas seulement une expérience visuelle, destiné à un public adulte. » La thématique antisystème de Fight Club fut une autre influence du jeu.     

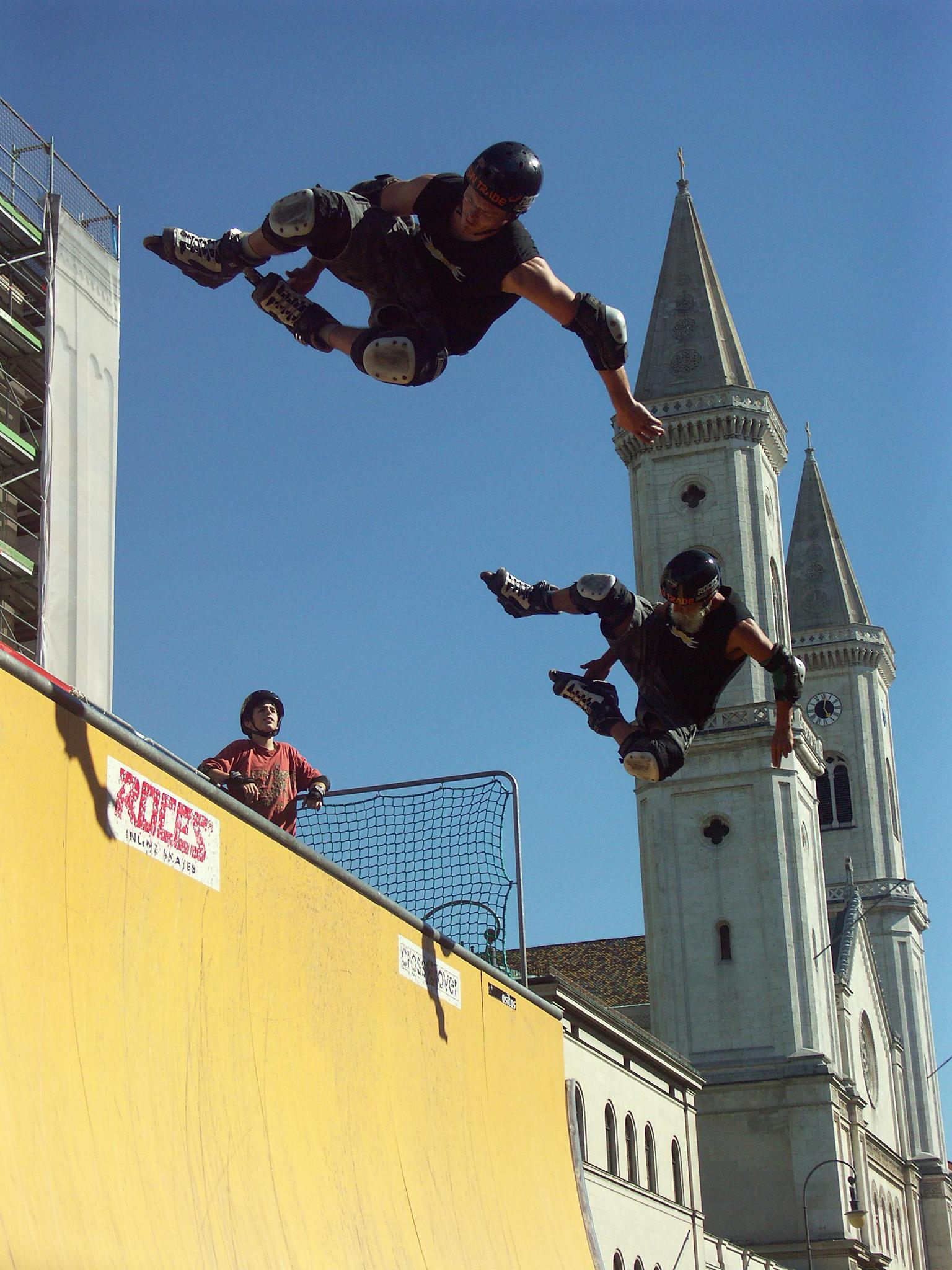
Les personnages du jeu se déplacent dans les différents niveaux en roller en ligne.

Smilebit a dû développer une nouvelle méthode de cel-shading, les méthodes utilisées à l'époque étant trop gourmandes pour la Dreamcast ou la PlayStation 2. Cette technique leur permet d'apposer des contours plus épais sur les éléments qu'ils souhaitent faire ressortir à l'écran. Les graffiti du jeu ont été designés par plusieurs artistes dont Eric Haze, à l'origine de pochettes d'albums de groupes comme les Beastie Boys ou Public Enemy. C'est également lui qui dessinera la pochette du jeu. Le studio s'orientait à l'origine vers un jeu de skateboard, mais c'est la contrainte de devoir lier les jambes des personnages à une planche qui les orientera vers le choix des rollers.    
Jet Set Radio fut un des premiers jeux à proposer un monde ouvert en 3D, ce qui représenta le plus grand défi technique de l'équipe d'après Kikuchi : « Créer une ville entière dans un jeu était une perspective très intéressante. Ce n'est pas compliqué à faire avec le matériel d'aujourd'hui, mais ce n'était pas le cas à l'époque… C'était très difficile d'un point de vue programmation. » Un autre jeu Sega développé à la même période, Shenmue, sorti en 1999, présentait également un monde ouvert mais relevait d'autres enjeux techniques, étant donné il n'offre pas la possibilité de sauter ou de se déplacer rapidement.  Les développeurs ont poussé la Dreamcast à ses limites, en étudiant son processeur PowerVR2 pour en exploiter toutes ses capacités. C'est ce qui leur permet d'afficher des couleurs vives, des ombres réalistes et jusqu'à 16 personnages à l'écran, choses qui seraient impossibles sur PlayStation 2 d'après le producteur du jeu, Kawagoe Takayuki. Pour ce qui est du confort de jeu, Smilebit a choisi d'implémenter une caméra fixe pour réduire le risque de nausée chez les joueurs. L'ajout du grind leur permet aussi de profiter de la vitesse du jeu, sans trop devoir se soucier des différents obstacles.    
L'univers du jeu a été inspiré de lieux japonais emblématiques, comme les quartiers de Shibuya et de Shinjuku de Tokyo. Sega, ayant crainte que le style du jeu rebute les joueurs hors du Japon, a demandé quelques changements pour les versions internationales. L'équipe a rajouté deux niveaux basés sur New York, ville choisie pour ses rues denses et sa « structure tridimensionnelle » adaptée au level design du jeu. De ces niveaux, l'un est inspiré de Times Square et l'autre de Roosevelt Avenue, du Queens et de Brooklyn. Deux personnages ont également changé de nationalité pour devenir Américains. Le séquence de fin de la version japonaise — dans laquelle le joueur pouvait se déplacer pour aller taguer les noms des développeurs — a été retirée de cette version occidentale, puisqu'il aurait fallu la recréer de zéro, avec les noms en anglais. Sega a par la suite commercialisé cette version internationale du jeu au Japon, sous le nom de De La Jet Set Radio (デ・ラ・ジェット セット ラジオ, De Ra Jetto Setto Rajio). Ueda s'est montré mécontent de ces changements, qui diminuent le caractère japonais du jeu, essentiel à ses yeux.

### Bande-son
La bande-son de Jet Set Radio comprend à la fois des titres originaux et sous licence de différents genres tels que la J-pop, le hip-hop, le funk, l'EDM, le rock, l'acid jazz et le trip hop. La version nord-américaine et les rééditions internationales ajoutèrent quelques morceaux metal. La sélection musicale a été décrite comme étant « énergique », « rythmée », « provocante », et « multiculturelle ». La plus grande partie de la musique du jeu a été composée par Hideki Naganuma, avec quelques titres supplémentaires créés par Richard Jacques, Deavid Soul, Toronto et B.B. Rights. Naganuma a cherché à coller au style visuel du jeu — il a d'ailleurs commencé à composer en se basant uniquement sur les dessins de Ryuta Ueda — et a beaucoup joué avec les voix, en coupant et en réarrangeant les samples jusqu'à les rendre méconnaissables. En 2012, il a affirmé que travailler sur Jet Set Radio et sa suite furent ses expériences professionnelles préférées. Smilebit a collaboré avec Sega of America et Sega of Europe pour inclure autant d'éléments de la culture urbaine que possible, dans l'espoir de créer de la musique qui soit internationalement appréciable. 
L'album Jet Set Radio Original Soundtrack a été publié par Polydor le 20 décembre 2000 au Japon. À l'occasion de la sortie du remaster, un autre album est sorti, le 18 septembre 2012, incluant quelques morceaux issus de Jet Set Radio Future. Une deuxième bande-son pour la version HD, Jet Set Radio: Sega Original Tracks, a été publié par Sega, via iTunes, le 3 octobre 2012.

### Sortie et promotion

Logo américain de Jet Grind Radio.

Jet Set Radio est sorti au Japon le 29 juin 2000. En Amérique du Nord, il est sorti le 31 octobre 2000,, sous le nom de Jet Grind Radio, des problèmes de marque déposée ayant contraint Sega à renommer son jeu. La version PAL est sortie le 24 novembre 2000, sous son nom original. Les versions nord-américaines et PAL proposent deux niveaux supplémentaires, de nouvelles chansons et d'autres additions destinées à rendre le jeu plus attrayant aux yeux des joueurs occidentaux. Pour promouvoir la sortie américaine du jeu, Sega of America a organisé un concours de graffiti nommé « Graffiti is Art ». Cinq finalistes ont été seléctionnés parmi une centaine de participants pour une finale à San Francisco, le 21 octobre 2000, où ils eurent trois heures et demi pour taguer sur toile, avec 5 000 $ à la clé. Le maire de San Francisco, Willie Brown, a essayé d'annuler l'évènement — sans succès — étant donné que le permis avait été délivré légalement à Sega par la mairie de la ville.
Sega a réédité le jeu au Japon sous le nom de De La Jet Set Radio (デ・ラ・ジェット セット ラジオ, De Ra Jetto Setto Rajio). Cette version est sortie le 1er janvier 2001 via la boutique Dreamcast Direct (devenue par la suite Sega Direct), et était livrée avec un tee-shirt de Beat pour les clients l'ayant précommandé. En plus du contenu original, on y retrouve les additions développées pour les versions nord-américaines et PAL du jeu.

## Autres versions du jeu

### Versions portables
Jet Set Radio a connu deux adaptations portables en 2D. La première, Typing Jet (タイピング ジェット, Taipingu Jetto), est un jeu à défilement horizontal dans lequel le joueur doit échapper à la police. Il est sorti le 22 juin 2001 sur téléphones portables japonais, édité par Sega,. Un remake du jeu est ensuite sorti sur Game Boy Advance le 23 juin 2003 en Amérique du Nord et le 20 février 2004 en Europe. Développé par Vicarious Visions et édité par THQ, il utilise le moteur et la perspective isométrique des jeux Tony Hawk's Pro Skater, tout en conservant l'aspect cel-shading de la version Dreamcast, ainsi que certains de ses niveaux et titres de sa bande-son. 

### Remaster haute définition
Un remaster du jeu en haute définition, développé par Blit Software, paraît en 2012 sur PlayStation 3, Xbox 360 et PC, PlayStation Vita, iOS et Android. Ce portage passe le format d'affichage du jeu en 16/9, ajoute des classements en ligne, des succès et un nouveau système de caméra. De plus, les bandes-sons des versions américaines, européennes et japonaises sont toutes incluses dans leur quasi-intégralité, à l'exception des morceaux Yappie Feet et Many Styles. Un nouveau concours d'artwork a été organisé par Sega pour promouvoir cette réédition, les meilleurs d'entre eux ayant été intégrés comme graffiti au jeu. 
En Amérique du Nord, la version PS3 est sortie le 18 septembre 2012, les abonnés au PlayStation Plus pouvant l'acheter dès le 11 septembre. Elle est sortie le lendemain en Europe, le 19 septembre, en même temps que la version Xbox Live Arcade et Steam en Amérique du Nord et en Europe. Initialement prévue pour le 16 octobre, la version PlayStation Vita a pris du retard pour des raisons d'« optimisations de développement », et finit par sortir le 20 novembre an Amérique du Nord, et le 21 novembre en Europe. Au Japon, les versions PS3, Xbox 360 et PlayStation Vita sortent toutes le 20 février 2013, embarquant quelques fonctionnalités supplémentaires telles que le partage de sauvegardes et de tags entre la PS3 et la Vita. Le 3 mai 2016, le jeu est devenu rétrocompatible sur Xbox One, puis sur la Xbox Series X/S, grâce à sa rétrocompatibilité avec les jeux Xbox One.
Les versions iOS et Android sont sorties en Amérique du Nord et en Europe le 29 novembre 2012. Le Japon a dû attendre le 20 décembre 2012 et le 30 janvier 2013 pour les sorties des versions iOS et Android, respectivement,. Ces versions pour smartphones ont été retirées des magasins d'applications mobiles en 2015, pour garantir une « grande expérience de jeu » pour leurs fans.

## Accueil

### Critiques générales
Jet Set Radio a été salué pour son gameplay, son style visuel et sa bande son. La version Dreamcast a bénéficié d'un très bon accueil critique, avec une moyenne de 94% chez Metacritic et 92% chez GameRankings. Le jeu ne s'est vendu qu'à moins de 40 000 unités lors de sa première semaine au Japon, mais a fini par franchir la barre du million d'exemplaires dans le monde grâce à ses différentes rééditions,,.
Dave Halversion de Gamers' Republic a qualifié le jeu de « parfait. » IGN a souligné l'intérêt des modes de jeu Épreuves, et le potentiel de rejouabilité qu'ils apportent. Le Official Dreamcast Magazine (ODCM) a trouvé que la physique exagérée et l'interactivité des niveaux rendaient le jeu plus immersif. DC-UK a décrit le gameplay du jeu comme le croisement de Crazy Taxi et Tony Hawk, en concluant qu'il était meilleur que celui de ces deux jeux. GameSpot en a loué la progression, expliquant que le début du jeu était simple et qu'il devenait de plus en plus difficile au fur et à mesure que le joueur avançait. De la même manière, GameFan n'avait pas été convaincu par les premiers niveaux du jeu, mais a changé d'avis avec le temps pour être finalement satisfait de l'expérience. NextGeneration a jugé les modifications faites aux versions internationales assez détonnantes, mais a néanmoins complimenté les nouveaux niveaux, les qualifiant d'« impressionnants » et de « compléments dignes des panoramas urbains japonais de l'original ». Beaucoup de critiques ont été faites à l'encontre du système de caméra, mais la plupart considère que la qualité globale du jeu permet de passer outre,,,.

### Critiques des graphismes
Au sujet des graphismes, Evan Shamoon de l'Official Dreamcast Magazine a comparé la première fois que l'on voit le jeu au passage à la télévision couleur après des années de télévision en noir et blanc. IGN a comparé le jeu à un « film d'animation en action », et continue en expliquant que « chaque personnage, allant jusqu'aux chiens policiers, déborde de personnalité…. » DC-UK l'a également encensé pour son aspect dessin animé 2D et 3D à la fois, et le considère comme révolutionnaire. GamePro a écrit que les graphismes du jeu étaient uniques en leur genre et que son aspect stylisé était convaincant et agréable à regarder.

### Critiques de la bande-son
À propos de la musique, GamePro a nommé Jet Set Radio l'un des jeux qui sonnent le mieux de l'année, et l'Official Dreamcast Magazine estime qu'il a « l'une des meilleures bandes sonores au monde ». IGN a également fait l'éloge de la musique du jeu, avec quelques réserves quant aux titres ajoutés à la version nord-américaine du jeu, visant en particulier les morceaux de Rob Zombie. NextGeneration, en revanche, n'a pas trouvé ces nouveaux morceaux dérangeants, la bande son de base étant déjà incroyable à leurs yeux. GameSpot a estimé que la bande-son s'intégrait parfaitement dans l'univers du jeu.

### Critiques des rééditions
Le remaster HD de Jet Set Radio a suscité des critiques plus mitigées. GamesRadar+ trouve que c'est encore une joie d'y jouer, même douze ans après sa sortie. Eurogamer en tire également du positif, qualifiant le style visuel d'« intemporel », disant que « douze ans plus tard, c'est encore un jeu étonnamment rigoureux, fait de bizarreries, dont le passage en haute définition n'a fait qu'en renforcer les charmes. La navigation est toujours aussi aisée, la ville est toujours aussi agréable à explorer et la bande sonore est toujours l'une des meilleures jamais réalisées. » Game Informer s'est montré plus critique, trouvant le gameplay frustrant et archaïque. Ils poursuivent en expliquant que, à l'époque, la nouveauté du style visuel occultait les problèmes de gameplay. TouchArcade et Pocket Gamer ont tous deux critiqué les versions smartphones en raison des commandes tactiles qui ne permettent pas d'être à la hauteur des actions demandées par le jeu,.

### Récompenses
Jet Set Radio a gagné le prix du meilleur jeu console aux Game Critics Awards de l'E3 2000, et est arrivé en seconde place pour le prix du meilleur jeu du salon, derrière Black and White. Le jeu a gagné le Visual Arts Award, a reçu un Game Spotlights Award et a été nommé dans la catégorie de jeu de l'année lors de la première édition des Game Developers Choice Awards, en 2001. Il a été nommé dans les catégories game design, jeu de l'année, jeu console de l'année, innovation sur console, musique originale, sound design et visual engineering des Interactive Achievement Awards de 2001. Le magazine Gamers' Republic lui a décerné le prix de meilleur game design 3D dans son bilan de l'année 2000. Le jeu fait partie de la liste du livre Les 1001 jeux vidéo auxquels il faut avoir joué dans sa vie.

## Postérité
Jet Set Radio est réputé pour avoir été l'un des premiers jeux à avoir utilisé la technique du cel-shading, avec ses formes exagérées aux lignes épaisses et aux couleurs vives. Ted Price, président d'Insomniac Games, a cité Jet Set Radio comme l'une des influences principales de Sunset Overdrive. C'est également ce qu'ont indiqué de nombreux développeurs indépendants, notamment ceux à l'origine des projets Hover: Revolt of Gamers, monté en financement participatif, Lethal League et Bomb Rush Cyberfunk. Ces jeux s'inspirent tous du style visuel et musical de Jet Set Radio, et bénéficient même de contributions du compositeur Hideki Naganuma,,.
Une suite, Jet Set Radio Future, est sortie en 2002 sur Xbox. Deux des personnages principaux, Beat et Gum, sont des personnages jouables dans Sega Superstars Tennis et Sonic & All-Stars Racing Transformed. Ce premier apparaissait déjà seul dans le premier jeu de course Sonic & Sega All-Stars Racing. En 2009, IGN a classé le capitaine Onishima, l'un des premiers antagonistes du jeu, numéro 95 dans sa liste des 100 meilleurs méchants du jeu vidéo.
En 2023, SEGA annonce travailler sur un remake du jeu. En juin 2024, des vidéos du Jet Set Radio Remake sont publiées sur le réseau social X, mais SEGA n'a pas donné de date officielle pour la sortie du jeu.

### Citations du jeu
1. ↑  DJ Professor K : « Les deux particularités de Tokyo-to sont les voyous équipés de rollers en ligne magnétiques qui fonctionnent avec les nouvelles piles au natron [...] Les habitants de Tokyo-to appellent ces voyous les « Rudies ». »

### Manuel d'utilisation
- Jet Set Radio : Manuel d'instructions, Sega, 2000 (lire en ligne)

1. ↑  Jet Set Radio : Manuel d'instructions, p. 48.
2. ↑  Jet Set Radio : Manuel d'instructions, p. 49-50.
3. 1 2  Jet Set Radio : Manuel d'instructions, p. 60.
4. ↑  Jet Set Radio : Manuel d'instructions, p. 59.
5. ↑  Jet Set Radio : Manuel d'instructions, p. 56.
6. ↑  Jet Set Radio : Manuel d'instructions, p. 55.
7. ↑  Jet Set Radio : Manuel d'instructions, p. 57.
8. ↑  Jet Set Radio : Manuel d'instructions, p. 70.

### Autres références
- (en) Cet article est partiellement ou en totalité issu de l’article de Wikipédia en anglais intitulé « Jet Set Radio » (voir la liste des auteurs).

1. 1 2  (ja) « 【6月29日のレトロゲーム】今日は『ジェットセットラジオ』＆『ミスタードリラー』の発売19周年！ - Yahoo!ゲーム » [archive du 25 septembre 2019], sur Yahoo!,‎ 29 juin 2019 (consulté le 30 octobre 2020)
2. 1 2  (en) « Communiqué de presse: 2000-10-31: Jet Grind Radio Brings Graffiti Art, Street Beats and Futuristic In-Line Skating to Sega Dreamcast », sur Sega Retro, 13 juin 2017 (consulté le 4 novembre 2020)
3. 1 2 3 4 5  « DC-Review: Jet Set Radio », DC-UK, Future plc, no 16,‎ décembre 2000, p. 52–57 (lire en ligne)
4. 1 2  (en-US) Yukiyoshi Ike Sato, « Jet Grind Radio Turns Deluxe », sur GameSpot, 26 octobre 2000 (consulté le 30 octobre 2020)
5. 1 2  (ja) « セガ、J-フォンのJavaアプリ向けゲームサイト「セガ・パレード」 » [archive du 21 octobre 2018], sur k-tai.impress.co.jp,‎ 22 juin 2001 (consulté le 16 août 2016)
6. 1 2  (en) Craig Harris, « GBA Game of the Month: June 2003 », sur IGN, 1er juillet 2003 (consulté le 4 novembre 2020)
7. 1 2 3 4 5  (en) Andrew Groen, « Jet Set Radio HD release date and price announced », sur gamesradar, 10 août 2012 (consulté le 28 octobre 2020)
8. 1 2 3 4  Haneda, « Jet Set Radio HD : des fonctions cross-save au Japon », sur SEGA-Mag, 13 février 2013 (consulté le 28 octobre 2020)
9. 1 2 3  boulapoire, « Jet Set Radio daté sur Vita et mobiles », sur Gamekult, 14 novembre 2012 (consulté le 4 novembre 2020)
10. 1 2 3  Cyril, « Jet Set Radio dans votre poche », sur Journal du Geek, 14 novembre 2012 (consulté le 28 octobre 2020)
11. 1 2  (ja) « 【新作情報】『ジェットセットラジオ』iOS版が配信されていた [ファミ通App] », sur Famitsu,‎ 20 décembre 2012 (consulté le 28 octobre 2020)
12. 1 2  (ja) « トーキョーを華麗に疾走！ Android版『ジェットセットラジオ』が配信 [ファミ通App] », sur Famitsu,‎ 30 janvier 2013 (consulté le 28 octobre 2020)
13. 1 2 3 4  Edge, UK, no 84, 2000, p. 40-44 [texte intégral]
14. ↑  (en) « Jet Grind Radio », sur GameRating (consulté le 8 novembre 2020)
15. ↑  (en) Tom Charnock, « You Can Now Access The Original Jet Grind Radio Website From Your Dreamcast », sur The Dreamcast Junkyard, mai 2018 (consulté le 28 octobre 2020)
16. ↑  Le site européen, autrefois situé à l'adresse suivante : www.jetsetradio.dream-key.com, n'existe plus, cependant le site américain du jeu a été restauré par des fans, à son adresse originelle : www.jetsetradio.dream-key.com[15]
17. ↑  René Cadieux, « Test :: Jet Set Radio ( Xbox Live Arcarde ) », sur Game Focus, 22 octobre 2012 (consulté le 28 octobre 2020)
18. 1 2 3 4 5 6 7 8 9 10 11 12 13 14  (en) Games TM Jump! The Greatest Platformers Of All Time, Games TM, 121 p. (lire en ligne), « Behind the Scenes: Jet Set Radio », p. 102-107
19. ↑  (en-US) « TGS: Sega Shows Jet Set Radio » [archive du 18 juillet 2014], sur Gamespot, 27 avril 2000 (consulté le 29 octobre 2020)
20. 1 2 3 4  (en-US) « IGNDC Interviews The Creators of Jet Grind Radio », sur IGN, 26 mai 2000 (consulté le 29 octobre 2020)
21. 1 2 3 4 5  (en) [vidéo][Motion picture] « Jet Set Radio: The Rude Awakening », à 3:18, 2012, SEGA (consulté le 29 octobre 2020)
22. ↑  (en-US) Official Sega Dreamcast Magazine, Sega (no 6), juillet-août 2000, 124 p. (lire en ligne), « Radio Heads », p. 32-35
23. ↑  Ben Sillis, « Rétro : Jet Set Radio, le pionnier du cel-shading », sur Red Bull, 20 octobre 2014 (consulté le 30 octobre 2020)
24. ↑  Kikosaurus, « TEST de Jet Set Radio sur Dreamcast », sur Retrogaming FR, 26 novembre 2011 (consulté le 30 octobre 2020)
25. 1 2  (en) Julie Muncy, « What Today's Video Games Could Learn from ‘Jet Set Radio’ », sur Vice, 13 avril 2015 (consulté le 30 octobre 2020)
26. ↑  conker83, « PlayList #03 : Jet Set Radio », sur Gameblog, 31 décembre 2008 (consulté le 3 novembre 2020)
27. 1 2  (en) Gavvie, « RadioSEGA Interview: Hideki Naganuma », sur RadioSEGA, 11 juillet 2012 (consulté le 30 octobre 2020)
28. ↑  (ja) « トロント/「Jet Set Radio」Original Soundtrack », sur Tower Records,‎ 20 décembre 2000 (consulté le 30 octobre 2020)
29. ↑  (en) Jayson Napolitano, « Note Worthy 010: Black Ops II, Final Fantasy, Mega Man - Soundtracks you should be listening to! », sur Destructoid, 18 décembre 2012 (consulté le 30 octobre 2020)
30. ↑  Malcolm89, « La bande-son de Jet Set Radio dispo sur ITunes », sur JeuxVideo-Live, 3 octobre 2012 (consulté le 30 octobre 2020)
31. ↑  (en) Jon Thompson, « Jet Grind Radio - Review » [archive du 15 novembre 2014], sur AllGame (consulté le 4 novembre 2020)
32. ↑  (en) Brandon Justice, « Jet Set Radio to Receive Name Change in America », sur IGN, 12 avril 2000 (consulté le 30 octobre 2020)
33. 1 2  (en-US) Shane Satterfield, « San Francisco Government Attempts Jet Grind Event Shutdown », sur GameSpot, 28 octobre 2005 (consulté le 30 octobre 2020)
34. ↑  Caleb, « San Francisco n'aime pas Jet Set Radio », sur Gamekult, 23 octobre 2000 (consulté le 30 octobre 2020)
35. ↑  (ja) « 最新ゲーム情報なら電撃オンライン！ », sur dengekionline.com,‎ 31 octobre 2000 (consulté le 30 octobre 2020)
36. ↑  (ja) « セガのJ-フォンJavaコンテンツを一気に紹介！ » [archive du 3 septembre 2019], sur Famitsu,‎ 22 juin 2001 (consulté le 3 septembre 2019)
37. ↑  (en-US) Charles P. Gill, « Jet Grind Radio (GBA) », sur Hardcore Gaming 101, 4 août 2017 (consulté le 28 octobre 2020)
38. ↑  Cireza, « SEGA-MAG fiche Jet Set Radio sur Game Boy Advance », sur SEGA MAG (consulté le 28 octobre 2020)
39. ↑  Carnbee, « Porter un ancien titre sur les machines actuelles est-il vraiment un jeu d’enfant ? », sur Jeuxvideo.com, 20 juillet 2019 (consulté le 28 octobre 2020)
40. ↑  Guillaume Verdin, « Jet Set Radio confirmé en images pour cet été », sur Le Mag de MO5.COM, 28 février 2012 (consulté le 28 octobre 2020)
41. 1 2  Anagund, « Test du jeu Jet Set Radio sur PC », sur Jeuxvideo.com, 20 septembre 2012 (consulté le 28 octobre 2020)
42. ↑  (en) Nick Michetti, « Sega Announces The Final Music Tracklist For Jet Set Radio HD », sur PlayStation LifeStyle, 1er juin 2012 (consulté le 28 octobre 2020)
43. ↑  Joule, « Jet Set Radio officialisé sur consoles et PC », sur Factor News, 28 février 2012 (consulté le 28 octobre 2020)
44. ↑  (en) Michelle Balsan, « Jet Set Radio Graffiti Contest Winners Revealed », sur TrueAchievements, 19 septembre 2012 (consulté le 28 octobre 2020)
45. ↑  Caroline, « Une date américaine pour Jet Set Radio HD », sur Journal du Geek, 13 août 2012 (consulté le 28 octobre 2020)
46. ↑  (en) Jeremy Thackray, « Dreamcast classic Jet Set Radio skates on past scheduled Vita launch date », sur Pocket Gamer, 16 octobre 2012 (consulté le 28 octobre 2020)
47. ↑  Haneda, « Jet Set Radio rétrocompatible sur Xbox One », sur SEGA-Mag, 3 mai 2016 (consulté le 28 octobre 2020)
48. ↑  Ulrich Rozier, « Sega fait le ménage du printemps dans ses jeux mobiles », sur Frandroid, 9 mai 2015 (consulté le 28 octobre 2020)
49. ↑  Romain Challand, « C'est fait, SEGA a retiré trois premiers jeux du Play Store », sur Frandroid, 20 mai 2015 (consulté le 28 octobre 2020)
50. ↑  « Jet Set Radio », Consoles +,‎ décembre 2000, p. 98-100 (ISSN 1162-8669, lire en ligne)
51. ↑  (ja) « ドリームキャスト – JET SET RADIO (ジェットセットラジオ) », Weekly Famitsu, no 915 Pt.2,‎ 30 juin 2006, p. 42
52. ↑  Julo, « Jet Set Radio », Joypad, no 100,‎ septembre 2000, p. 96-98 (ISSN 1163-586X, lire en ligne)
53. ↑  (en) Jeffrey L. Wilson, « Jet Set Radio (for PC) Review », sur PCMAG, 18 novembre 2015 (consulté le 2 novembre 2020)
54. 1 2  (en) Dave Halversion, « Jet Grind Radio », Gamers' Republic, Millennium Publishing, no 31,‎ décembre 2000, p. 74-75 (lire en ligne)
55. 1 2 3 4  (en) Evan Shamoon, « Testzone: Jet Grind Radio », Official Dreamcast Magazine, Future plc, no 9,‎ décembre 2000, p. 90–93 (lire en ligne)
56. 1 2  (en) Christian Donlan, « Jet Set Radio Review », sur Eurogamer, 12 septembre 2012 (consulté le 2 novembre 2020)
57. ↑  Daniel Andreyev, « TEST. Jet Set Radio (Xbox 360, PlayStation 3) », sur Gameblog, 18 septembre 2012 (consulté le 2 novembre 2020)
58. ↑  Michaël Guarné, « Test : Jet Set Radio », sur Gamekult, 14 septembre 2012 (consulté le 2 novembre 2020)
59. 1 2 3 4  (en-US) Jeff Gerstmann, « Jet Grind Radio Review », sur GameSpot, 5 juillet 2000 (consulté le 2 novembre 2020)
60. ↑  (en-US) Jason Venter, « Jet Set Radio Review », sur GameSpot, 17 septembre 2012 (consulté le 2 novembre 2020)
61. 1 2 3 4 5  (en) Brandon Justice, « Jet Grind Radio », sur IGN, 28 octobre 2000 (consulté le 2 novembre 2020)
62. ↑  (en) Vince Ingenito, « Jet Set Radio Review », sur IGN, 17 septembre 2012 (consulté le 2 novembre 2020)
63. ↑  Kornifex, « Test du jeu Jet Set Radio sur DCAST », sur Jeuxvideo.com, 29 novembre 2000 (consulté le 30 octobre 2020)
64. 1 2  (en) « Jet Grind Radio for Dreamcast Reviews », sur Metacritic (consulté le 2 novembre 2020)
65. ↑  (en) « Jet Grind Radio for Game Boy Advance Reviews », sur Metacritic (consulté le 2 novembre 2020)
66. ↑  (en) « Jet Set Radio for PlayStation 3 Reviews », sur Metacritic (consulté le 2 novembre 2020)
67. ↑  (en) « Jet Set Radio for Xbox 360 Reviews », sur Metacritic (consulté le 2 novembre 2020)
68. ↑  (en) « Jet Set Radio for iPhone/iPad Reviews », sur Metacritic (consulté le 2 novembre 2020)
69. ↑  (en) « Jet Grind Radio for Dreamcast » [archive du 9 décembre 2019], sur GameRankings (consulté le 3 novembre 2020)
70. ↑  (en) « Sega Dreamcast Japanese Ranking » [archive du 7 décembre 2008], sur Japan GameCharts (consulté le 3 novembre 2020)
71. ↑  (en) Ryan Langley, « Xbox Live Arcade By The Numbers - An extensive look back at 2012 », sur Gamasutra, 11 février 2013 (consulté le 3 novembre 2020)
72. ↑  (en) « Jet Set Radio », sur SteamSpy - All the data about Steam games (consulté le 3 novembre 2020)
73. 1 2  « Jet Grind Radio », GameFan, vol. 8, no 12,‎ décembre 2000, p. 75 (lire en ligne)
74. 1 2  (en) Jeff Lundrigan, « Jet Grind Radio: Ars Est Graffiti », Next Generation, Imagine Media, vol. 3, no 1,‎ janvier 2001, p. 97 (lire en ligne)
75. 1 2  (en) « Review: Jet Grind Radio », sur GamePro, CNN, 3 novembre 2000 (consulté le 2 novembre 2020)
76. ↑  (en) Giancarlo Saldana, « Jet Set Radio HD review », sur GamesRadar+, 11 septembre 2012 (consulté le 2 novembre 2020)
77. ↑  (en) Matt Helgeson, « Jet Set Radio HD Review: You Can't Skate Home Again », sur Game Informer, 11 septembre 2012 (consulté le 2 novembre 2020)
78. ↑  (en) Harry Slater, « Jet Set Radio », sur Pocket Gamer, 3 décembre 2012 (consulté le 2 novembre 2020)
79. ↑  (en-US) Eric Ford, « 'Jet Set Radio' Review - Virtual Controls Tougher Than Captain Onishima », sur TouchArcade, 3 décembre 2012 (consulté le 2 novembre 2020)
80. ↑  (en) « Game Critics Awards: 2000 Winners », sur Game Critics Awards (consulté le 30 octobre 2020)
81. ↑  (en) « Archive: 1st Annual GDCA », sur Game Developers Choice Online Awards (consulté le 30 octobre 2020)
82. ↑  (en) « D.I.C.E. Awards By Video Game Details: Title:Jet Grind Radio », sur Academy of Interactive Arts and Sciences (consulté le 30 octobre 2020)
83. ↑  (en) Gamers' Republic: 2000 Year in Review, Millennium Publishing, février 2001, p. 33
84. ↑  Tony Mott, Les 1001 jeux vidéo auxquels il faut avoir joué dans sa vie, Flammarion, dl 2011 (ISBN 978-2-08-126217-1 et 2-08-126217-7, OCLC 779685008, lire en ligne)
85. ↑  (en) Wesley Yin-Poole, « Sunset Overdrive: the Ted Price interview », sur Eurogamer, 28 septembre 2014 (consulté le 1er novembre 2020)
86. ↑  Jarod, « Hover : Jet Set Radio rencontre Mirror's Edge », sur Gamekult, 21 avril 2014 (consulté le 1er novembre 2020)
87. ↑  Sebalt, « TEST | Lethal League Blaze - Jet Set Baseball », sur JVFrance, 30 juillet 2019 (consulté le 1er novembre 2020)
88. ↑  Pipomantis, « Team Reptile (Lethal League) annonce Bomb Rush Cyberfunk », sur Gamekult, 22 juillet 2020 (consulté le 1er novembre 2020)
89. ↑  Rivaol, « Test du jeu Sega Superstars Tennis sur PS3 », sur Jeuxvideo.com, 25 mars 2008 (consulté le 2 novembre 2020)
90. ↑  kamisamabob, « Xbox One : Trois nouveaux jeux rétrocompatibles, dont Sonic & All Stars Racing Transformed », sur Jeuxvideo.com, 6 octobre 2016 (consulté le 2 novembre 2020)
91. ↑  (en) « Captain Onishima is number 95 », sur IGN, 9 septembre 2010 (version du 9 septembre 2010 sur Internet Archive)
92. ↑  Par Aekonimi Mis en ligne le 12 décembre 2023 09:48, « Les créateurs de Jet Set Radio impliqués dans le reboot », sur IGN France, 12 décembre 2023 (consulté le 29 novembre 2024)
93. ↑  « Une fuite confirme qu'il y a bien deux jeux Jet Set Radio en préparation », sur Test et News - Xbox Mag, 25 juin 2024 (consulté le 29 novembre 2024)
94. ↑  « Jet Set Radio Remake : un premier aperçu du jeu massivement partagé sur X », sur Xboxygen, 25 juin 2024 (consulté le 29 novembre 2024)